# Alegoría de las tres edades de la vida
La Alegoría de las tres edades de la vida es un cuadro de Tiziano pintado al óleo sobre lienzo y datado entre los años 1512 y 1514. Sus dimensiones son 90x150,7 cm y se conserva en la Galería Nacional de Escocia en Edimburgo.

## Historia
La obra se identifica tradicionalmente con una pintura que según los registros de Giorgio Vasari, Tiziano pintó tras su regreso de Ferrara en 1515. Sin embargo, estudiosos la datan un poco antes debido a los tres puttis de la derecha, inspirados claramente en el Tondo de los inocentes de Romanino datado en 1513. 
El primer dueño de la obra maestra fue Matthaus Hopfer, conocido por tener su casa repleta con frescos sobre "fábulas poéticas". Tras su muerte en 1611 el cuadro pasó a la familia Ebert antes de ser sacado al mercado de Augsburgo. En 1662 la reina Cristina de Suecia, a su paso por la ciudad durante su viaje de Holanda a Roma, lo incorporó a la colección del Palacio Corsini en 1662.
No hay registro verificado del siguiente intercambio de la obra entre Giovanni Bernardi y Otto Truchsess von Waldburg pero es un hecho constatado que la pintura estuvo en algún momento en posesión de ambos. Posteriormente, en 1722, el príncipe Odescalchi lo cedió al Duque de Orleans permaneciendo en la Colección Orleans hasta 1798 que fue adquirido por el duque de Bridgewater cuyos descendientes lo depositarían , junto al resto de su colección, en la Galería nacional de Escocia para su almacenamiento y exposición.

## Descripción y características
Pintura por completo renacentista sus paisajes y figuras desnudas están posiblemente influenciadas por Giorgione (Tiziano completó algunos trabajos inacabados de Giorgione cuando éste, a la edad de 33 años, murió de peste en 1510). La obra representa la concepción del artista del ciclo de la vida. Infancia y madurez como sinónimos de amor terrenal y la muerte que se acerca con la vejez son representados con gran realismo.
La guía de la Galería Nacional de Escocia describe la pintura como una meditación poética de lo fugaz del amor y la vida expuesto sobre un bucólico paisaje. A la derecha, Cupido gatea juguetón sobre dos niños dormidos. A la izquierda vemos dos jóvenes amantes a punto de abrazarse. En la media distancia, un anciano a quien muchos comparan con San Jerónimo, contempla un par de calaveras que representan a antiguos amantes. La iglesia al fondo pudiera ser un recordatorio al espectador de la promesa cristiana de la salvación y la vida eterna.
El tema de las edades del hombre fue tratado en múltiples ocasiones por Tiziano y junto a la Alegoría de la Prudencia, Alegoría de las tres edades de la vida es uno de sus más famosos trabajos sobre esta materia.